# Saut-d'Eau
Saut-d'Eau este o comună din arondismentul Mirebalais, departamentul Centre, Haiti, cu o suprafață de 179,41 km2 și o populație de 35.529 locuitori (2009).